# マウロ・ゴメス
マウロ・アレクシス・ゴメス・アコスタ（Mauro Alexis Gómez Acosta, 1984年9月7日 - ）は、 ドミニカ共和国ペラビア州バニ出身の元プロ野球選手（内野手）。右投右打。阪神タイガース時代の愛称は「ゴメちゃん」、「パピー」。

## 経歴

### プロ入りとレンジャーズ傘下時代

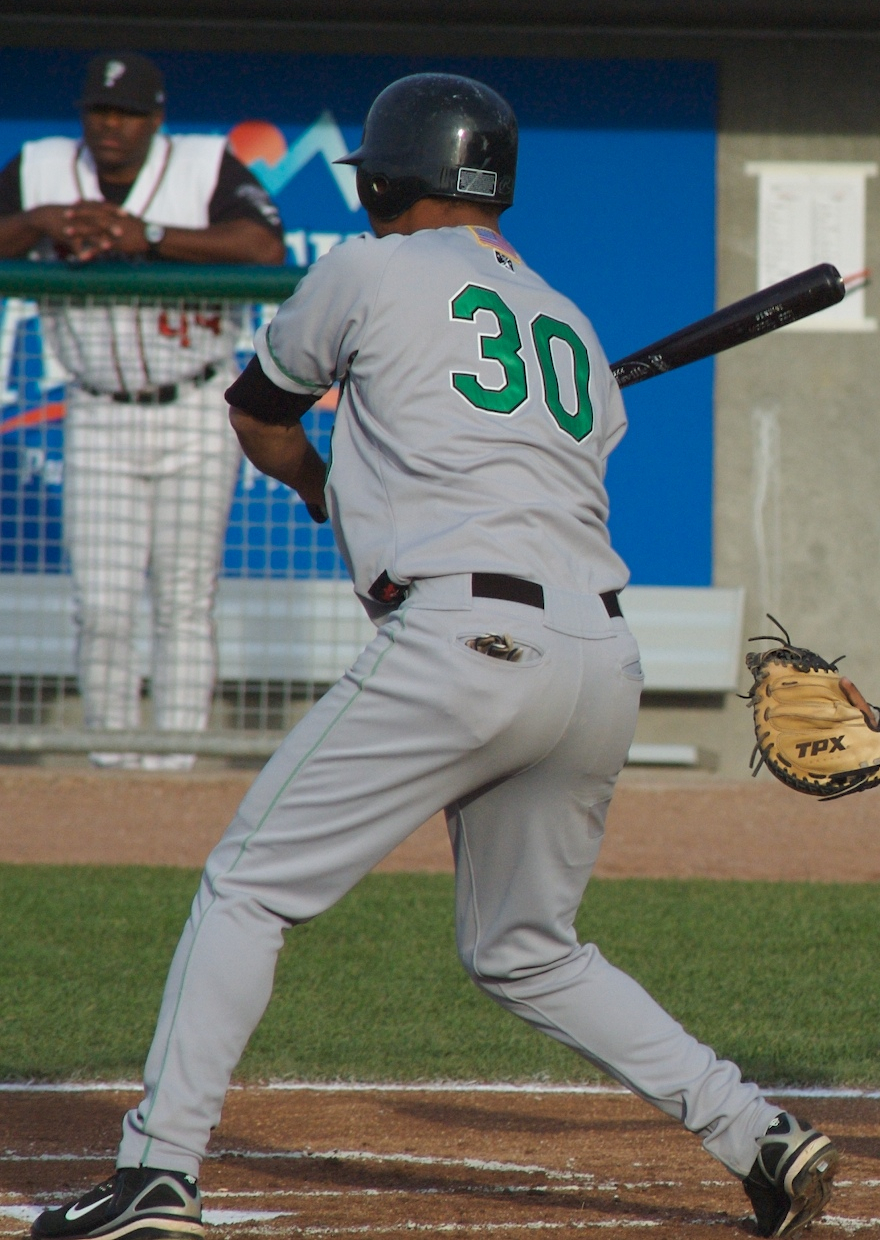
Aクリントン時代（2007年）

2003年3月24日にテキサス・レンジャーズと契約。
2004年、ルーキー級アリゾナリーグ・レンジャーズでプロデビュー。この年は34試合に出場し、打率.246、1本塁打、16打点だった。
2005年はルーキー級アリゾナリーグで4試合の出場にとどまった。
2006年はA+級ベイカーズフィールド・ブレイズとルーキー級アリゾナリーグでプレー。A+級では59試合に出場し、打率.258、4本塁打、25打点だった。
2007年はA級クリントン・ランバーキングスで132試合に出場し、打率.262、21本塁打、74打点だった。
2008年はA+級ベイカーズフィールドで80試合に出場し、打率.244、8本塁打、41打点だった。
2009年はA+級ベイカーズフィールドで124試合に出場し、打率.285、28本塁打、94打点だった。オフの11月9日にFAとなった。

### ブレーブス傘下時代
2009年11月30日にアトランタ・ブレーブスとマイナー契約を結んだ。
2010年はAA級ミシシッピ・ブレーブスで133試合に出場し、打率.281、16本塁打、80打点だった。
2011年はAAA級グウィネット・ブレーブスで135試合に出場し、打率.304、24本塁打、90打点だった。オフの11月2日にFAとなった。

### レッドソックス時代
2012年2月2日にボストン・レッドソックスとマイナー契約を結んだ。AAA級ポータケット・レッドソックスで開幕を迎え、34試合に出場。打率.294、10本塁打、33打点を記録し、5月13日にレッドソックスとメジャー契約を結んだ。同日のクリーブランド・インディアンス戦でメジャーデビューを果たした。昇格後は2試合に出場したが、2打数無安打1三振に終わり、5月20日にAAA級へ降格した。降格後は38試合で打率.326、9本塁打、22打点と活躍し、7月3日にメジャーへ再昇格。5試合に先発起用され、打率は.333を記録していたが、7月14日にクレイ・バックホルツが故障者リストから復帰したため、AAA級へ降格。8月に入ると、ウィル・ミドルブルックスが故障で離脱したため、8月18日にメジャーへ昇格した。この年は37試合の出場で打率.275、2本塁打、17打点だった。AAA級では100試合で打率.310、24本塁打、74打点を記録し、インターナショナルリーグのMVPに選ばれた。
2013年3月31日にDFAとなった。

### ブルージェイズ傘下時代
2013年4月8日にウェイバー公示を経てトロント・ブルージェイズへ移籍。移籍後はAAA級バッファロー・バイソンズで110試合に出場し、打率.249、29本塁打、73打点だった。9月5日にウェイバー公示を経てワシントン・ナショナルズへ移籍した。11月14日に放出された。

### 阪神時代
2013年11月22日に阪神タイガースと1年契約を結んだことを発表した。背番号は「5」で、契約総額は年俸85万ドル（当時約8,500万円）を含む120万ドル（同約1億2,000万円）。阪神では、前年に獲得したブルックス・コンラッドが二塁と三塁を守れるユーティリティープレイヤーであった一方で打撃が不振だった反省から、守備よりも本塁打が期待できる長距離打者タイプの選手に絞り、ゴメスに白羽の矢を立てた。なお、後に埼玉西武ライオンズに入団するエルネスト・メヒアも獲得の最終候補に挙がっていた。ゴメスは長年マイナーで結果を残しながらも、なかなかメジャーでチャンスをもらえなかったことから「モチベーションを保つことが大変だった」と吐露しており、阪神と契約したことについて「本当に嬉しい」と語った。
2014年の春季キャンプ前、妻がドミニカで第1子の長女を出産。さらに、この長女が体調不良で緊急入院したため、キャンプへは2月11日になってようやく合流した。この影響で、オープン戦には終盤に出場しただけだった。しかし、公式戦の開幕戦であった3月28日の対読売ジャイアンツ（巨人）戦（東京ドーム）に4番・一塁手としてスタメンに起用され、NPB初安打・初打点を記録したことを皮切りに、本拠地・阪神甲子園球場での自身初の公式戦になった4月8日の対横浜DeNAベイスターズ戦まで、阪神の外国人選手としては初めて開幕戦からの10試合連続安打を記録した。また、4月24日の対DeNA戦（横浜スタジアム）第2打席に適時打を放ったことで、和田豊が現役時代の1997年に達成した開幕24試合連続出塁の球団記録を更新し、後に記録を27試合まで伸ばした。さらに9月20日の対中日ドラゴンズ（甲子園）戦で、阪神の外国人選手では初となる来日1年目での100打点を達成。レギュラーシーズンでは、1試合に欠場しただけで143試合に4番・一塁手として出場。26本塁打を放つとともに、通算109打点で最多打点のタイトルを獲得したほか、一塁手としてベストナインにも選ばれた。チームのシーズン2位で迎えたポストシーズンでは、巨人とのクライマックスシリーズ ファイナルステージ（東京ドーム）4試合でステージ史上最多の8打点を記録し、日本シリーズ進出に貢献。福岡ソフトバンクホークスとの日本シリーズでも、甲子園での第1戦（10月25日）で2安打2打点を記録した。しかし第2戦以降は振るわず、シリーズ通算では0本塁打・3打点・打率.176という成績にとどまった。シーズン終了後には、2年目の選択権を球団が保有することを条件に、新たに2年契約を結んだ。
2015年は春季キャンプに先立ち1月25日に日本到着の予定であったが、その出発前、ドミニカ共和国の自宅駐車場に停めていた自家用車が車上狙いに遭い、車内に置いていたパスポートやビザを入れたバッグが盗まれた。この影響でキャンプ合流が2月8日までずれ込み、2年連続でのキャンプ遅刻となった。公式戦には開幕から4番・一塁手として出場。4月21日の対DeNA戦（横浜スタジアム）では、NPB移籍後最長の5試合連続打点を記録した。しかしシーズンを通じて好不調の波が激しく、レギュラーシーズン全143試合にスタメン出場しながら、前年を大きく下回る17本塁打・72打点・打率.271で終了。特に13試合に出場した東京ドームでの対巨人戦の成績は打率.188・本塁打0・打点0にとどまった。9月2日の対広島東洋カープ戦（甲子園）では、試合前練習中に私物のドローンを操作し、グラウンド上の選手・コーチや報道関係者の至近距離をおよそ10分にわたって飛ばすという一件があった。人物や施設への損害はなかったが、当時日本各地でドローンの無断飛行が問題になっていたことを背景に、周辺が住宅街である甲子園で練習中に飛ばしたことを問題視した球団から厳重注意を受けた。この試合では4番・一塁手としてスタメン起用されたが4打数無安打3三振で、翌3日の同カードでNPB移籍後初めて4番を外れ5番に降格された。チームのレギュラーシーズン3位で臨んだ巨人とのクライマックスシリーズ ファーストステージでは、第2戦（10月11日）の1回表に菅野智之から2点本塁打を放ち、東京ドームでこの年自身唯一の打点を記録。続くマット・マートンもソロ本塁打を放ったため、外国人選手だけによるNPBポストシーズン史上初の2者連続本塁打となった。シーズン終了後の12月4日、球団か契約2年目の選択権を行使し残留が決まった。
2016年1月28日、同じくドミニカ共和国出身で新たに阪神に入団したマルコス・マテオとラファエル・ドリスと共に日本に到着。入団後初めて春季キャンプに初日から参加した。シーズンでは金本知憲新監督の4番に福留孝介を据える構想により、開幕から5番打者を担う。4月終了時には9本塁打28打点と例年にないペースで本塁打・打点を稼いだことで他球団からマークされた。すると6月には月間本塁打ゼロと徐々に調子を崩され、以降は月間打率.250を超えられないほど不調が続いた。球宴以降は6番での起用が増加した上に、この年から躍進した原口文仁などに一塁手のスタメンを明け渡す試合もあった。最終的に139試合（うちスタメン131試合）の出場で「打率.255、22本塁打、79打点」に終わり、特に130三振はリーグワーストだった。オフの11月15日に翌年の契約を結ばないことが球団から発表された。12月2日、自由契約公示された。

### 阪神退団後
2017年1月に韓国プロ野球・サムスン・ライオンズとの契約交渉が進んでいることが報じられたが、サムスンが要求したメディカルチェックを再三に渡って拒否したため、契約寸前で破談となった。
2017年オフには、古巣であるリーガ・デ・ベイスボル・プロフェシオナル・デ・ラ・レプブリカ・ドミニカーナ(LIDOM)のレオネス・デル・エスコヒードに所属したが、16試合へ出場して打率.121、0本塁打、2打点という成績に終わった。
2018年以降はどのチームにも所属しておらず、事実上現役を引退している。

## 選手としての特徴
長打力に優れる一方で、三振が多い。阪神時代の3年間では実際に、IsoPは0.209 → 0.152 → 0.173と高水準を維持し続けた一方で、PA/K（1三振までに掛かる打席数）は3.71 → 4.49 → 4.26と、いずれの年もリーグワースト3位以内となっており、特に2014年は169三振のブラッド・エルドレッドに次ぐリーグ2位の166三振で、セ・リーグ史上4位、両リーグ併せての記録としては歴代9位。2016年シーズンはリーグ最多の130三振を喫している。
いわゆるプルヒッターであり、阪神時代の3年間通算では65本塁打のうち46本塁打（70.8%）が左方向であった。そのため、専用のシフトを敷かれることがあった。
また、得点圏打率の高いクラッチヒッターでもあり、特に2014年シーズンは得点圏打率.321、109打点を記録し打点王のタイトルを獲得した。2016年シーズンの序盤戦では、「史上最低打率での打点王獲得の可能性」が論じられる記事が登場したほどである。
守備面では、NPB移籍後は全試合一塁手として起用されているが、マイナー時代には三塁手として起用されたこともある。

## 人物・エピソード
阪神へ先に入団していたマートンと仲が良く、サインの横に片仮名で「ゴメス」という字を添えたり、打席の合間にメモ書きをするなど、マートンに倣って入団1年目から日本やチームに溶け込もうとする姿勢を見せた。チームメイトの今成亮太とベンチの前で「ヒップアタック」（互いに背中を向けて後方に飛び上がりながら尻をぶつけ合うパフォーマンス）を披露している。
飛行機での移動が苦手。阪神1年目の2014年には、5月14日に米子市民球場で行われた対広島戦の後、空路で移動したチームとは別に、通訳とともに列車を乗り継いで大阪に戻った。同年11月にドミニカ共和国へ帰国した際は、新神戸駅から新幹線で東京駅まで移動し、関東の空港からの航空便を利用した。
阪神入団時の一軍監督だった和田豊は、ゴメスの獲得に至った決め手として、MLBへの初昇格直後の対ニューヨーク・ヤンキース戦（2012年7月6日）を挙げた。ゴメスはこの試合で、第2打席までヤンキースの先発投手・黒田博樹の前に凡退しながら、第3打席で勝ち越し適時打を放った。和田は、日本人投手の典型である外角へのスライダーを拾って適時打を放ったシーンの映像を通じて、試合中での対応・修正能力の高さを感じたという。
30歳の誕生日だった2014年9月7日の対中日戦（ナゴヤドーム）6回表の打席で、中日の雄太が投じた3球目の内角ギリギリのストレートを球審の原信一朗がストライクと判定したことに抗議し、ボールの軌道をなぞるように打席の線をバットで引く仕草を見せたところ、原への侮辱行為としてNPBで自身初の退場処分を受けた。記録は三振。
2018年オフ、ジェフリー・マルテとの契約交渉のためにドミニカ共和国を訪れた阪神の渉外担当者と再会し、正式契約の際には案内役を務めた。

## 詳細情報

### 年度別打撃成績
| 年 度    | 球 団    | 試 合 | 打 席 | 打 数 | 得 点 | 安 打 | 二 塁 打 | 三 塁 打 | 本 塁 打 | 塁 打 | 打 点 | 盗 塁 | 盗 塁 死 | 犠 打 | 犠 飛 | 四 球 | 敬 遠 | 死 球 | 三 振 | 併 殺 打 | 打 率 | 出 塁 率 | 長 打 率 | O P S |
| -------- | -------- | ----- | ----- | ----- | ----- | ----- | -------- | -------- | -------- | ----- | ----- | ----- | -------- | ----- | ----- | ----- | ----- | ----- | ----- | -------- | ----- | -------- | -------- | ----- |
| 2012     | BOS      | 37    | 111   | 102   | 14    | 28    | 5        | 2        | 2        | 43    | 17    | 0     | 0        | 0     | 1     | 8     | 0     | 0     | 26    | 4        | .275  | .324     | .422     | .746  |
| 2014     | 阪神     | 143   | 616   | 537   | 81    | 152   | 30       | 2        | 26       | 264   | 109   | 1     | 0        | 0     | 4     | 67    | 0     | 8     | 166   | 17       | .283  | .369     | .492     | .861  |
| 2015     | 阪神     | 143   | 601   | 520   | 49    | 141   | 28       | 0        | 17       | 220   | 72    | 0     | 1        | 0     | 3     | 72    | 1     | 6     | 134   | 15       | .271  | .364     | .423     | .787  |
| 2016     | 阪神     | 139   | 554   | 498   | 58    | 127   | 20       | 0        | 22       | 213   | 79    | 2     | 1        | 0     | 3     | 48    | 0     | 5     | 130   | 13       | .255  | .325     | .428     | .753  |
| MLB：1年 | MLB：1年 | 37    | 111   | 102   | 14    | 28    | 5        | 2        | 2        | 43    | 17    | 0     | 0        | 0     | 1     | 8     | 0     | 0     | 26    | 4        | .275  | .324     | .422     | .746  |
| NPB：3年 | NPB：3年 | 425   | 1771  | 1555  | 188   | 420   | 78       | 2        | 65       | 697   | 260   | 3     | 2        | 0     | 10    | 187   | 1     | 19    | 430   | 45       | .270  | .353     | .448     | .801  |

- 各年度の太字はリーグ最高

### 年度別守備成績
| 年 度 | 球 団 | 一塁  | 一塁  | 一塁  | 一塁  | 一塁  | 一塁     | 三塁  | 三塁  | 三塁  | 三塁  | 三塁  | 三塁     |
| 年 度 | 球 団 | 試 合 | 刺 殺 | 補 殺 | 失 策 | 併 殺 | 守 備 率 | 試 合 | 刺 殺 | 補 殺 | 失 策 | 併 殺 | 守 備 率 |
| ----- | ----- | ----- | ----- | ----- | ----- | ----- | -------- | ----- | ----- | ----- | ----- | ----- | -------- |
| 2012  | BOS   | 16    | 114   | 14    | 1     | 13    | .992     | 9     | 7     | 7     | 4     | 0     | .778     |
| 2014  | 阪神  | 133   | 1008  | 60    | 10    | 93    | .991     | -     | -     | -     | -     | -     | -        |
| 2015  | 阪神  | 138   | 1114  | 61    | 11    | 79    | .991     | -     | -     | -     | -     | -     | -        |
| 2016  | 阪神  | 131   | 1026  | 64    | 8     | 69    | .993     | -     | -     | -     | -     | -     | -        |
| MLB   | MLB   | 16    | 114   | 14    | 1     | 13    | .992     | 9     | 7     | 7     | 4     | 0     | .778     |
| NPB   | NPB   | 402   | 3148  | 185   | 29    | 241   | .991     | -     | -     | -     | -     | -     | -        |

- 各年度の太字はリーグ最高

### タイトル
NPB
- 打点王：1回 （2014年）

### 表彰
NPB
- ベストナイン：1回 （2014年）

### 記録
MLB初記録
- 初出場：2012年5月13日、対クリーブランド・インディアンス戦（フェンウェイ・パーク）、8回表にエイドリアン・ゴンザレスに代わり一塁手として途中出場[43][44]
- 初打席：同上、8回裏にハイロ・アセンシオから空振り三振[43][44]
- 初先発出場：2012年7月4日、対オークランド・アスレチックス戦（オー・ドットコー・コロシアム）、6番・三塁手として先発出場[43][45]
- 初安打：同上、2回表にA・J・グリフィンから左二塁打[43][45]
- 初打点：2012年7月6日、対ニューヨーク・ヤンキース戦（フェンウェイ・パーク）、5回裏に黒田博樹から左前適時打[43][46]
- 初本塁打：2012年8月25日、対カンザスシティ・ロイヤルズ戦（フェンウェイ・パーク）、2回裏にジェレミー・ガスリーから左越ソロ[43][47]

NPB初記録
- 初出場・初先発出場：2014年3月28日、対読売ジャイアンツ1回戦（東京ドーム）、4番・一塁手として先発出場
- 初打席：同上、1回表に菅野智之から二塁ゴロ
- 初安打・初打点：同上、3回表に菅野智之から左線2点適時二塁打
- 初本塁打：2014年4月17日、対広島東洋カープ3回戦（MAZDA Zoom-Zoom スタジアム広島）、4回表にブライアン・バリントンから中越ソロ
- 初盗塁：2014年7月8日、対広島東洋カープ9回戦（阪神甲子園球場）、3回裏に二盗（投手：大瀬良大地、捕手：倉義和）

NPBその他の記録
- 外国人選手だけによる2者連続本塁打：2015年10月11日、対読売ジャイアンツ クライマックス・シリーズ ファーストステージ第2戦（東京ドーム）、1回表に菅野智之からゴメスによる2点本塁打と次打者のマット・マートンによるソロ本塁打によって達成。ポストシーズン史上初の記録。

### 背番号
- 50 （2012年）
- 5 （2014年 - 2016年）

### 登場曲
- 「Con To Los Cascabeles」El Alfa（英語版）（2014年）
- 「Coco」Lil Wayne（2015年）
- 「Con Lo Deo Quemao」El Alfa El Jefe（2016年）